# Цитрус Парк (Флорида)
Цитрус Парк (енгл. Citrus Park) насељено је место без административног статуса у америчкој савезној држави Флорида.

## Демографија
По попису из 2010. године број становника је 24.252, што је 4.026 (19,9%) становника више него 2000. године.
| Група             | 2000.          | 2010.          |
| Белци             | 13.566 (67,1%) | 12.590 (51,9%) |
| Афроамериканци    | 1.532 (7,6%)   | 2.111 (8,7%)   |
| Азијати           | 643 (3,2%)     | 1.147 (4,7%)   |
| Хиспаноамериканци | 4.098 (20,3%)  | 8.148 (33,6%)  |
| Укупно            | 20.226         | 24.252         |